# Михайлов Григорій Карпович
Михайлов Григорій Карпович (справжн. Ковальков; 1814—1867) — російський живописець історичного і побутового жанру, академік Імператорської Академії мистецтв.
Народився в родині кріпосного, жив у Твері, де закінчив гімназію. Приїхавши в Петербург з метою вступити до Медико-хірургічної академії, Михайлов випадково познайомився з художником О. В. Тирановим. Став учнем учителя Тиранова — О. Г. Венеціанова, який допоміг йому звільнитися від кріпацтва, зібравши дві тисячі рублів серед художників для його викупу. Справжнє прізвище Михайлова — Ковальков.
Михайлов відвідував класи Імператорської Академії мистецтв як сторонній слухач. Вступив до Академії мистецтв, навчався в класі історичного живопису (1836—1842) у Карла Брюллова. Під час навчання Михайлов був нагороджений медалями: в 1838 році за малюнок з натури — малою срібною, в 1839 за картину «Прометей» — малою золотою, в 1841 — великою срібною. У 1842 році за академічну програмну роботу на сюжет грецького міфу «Лаокоон з дітьми в боротьбі зі зміями» (ескіз — в Третьяковській галереї) Михайлов був удостоєний великої золотої медалі. Отримав атестат на звання класного художника 1-го ступеня і право пенсіонерської поїздки за кордон.
У Неаполі виконав копії з картин «Несення хреста» Хусепе де Рібери і «Мадонна» Бартоло да Сассоферрато. З середини XIX століття Михайлов працював в Іспанії, де виконав безліч чудових копій з полотен Рафаеля, Тиціана, Мурільо, Креспі, Сурбарана, Веласкеса та інших майстрів. У Мадриді на замовлення американського посла в Іспанії живописець виконав 175 малюнків на теми Священного писання.
У 1861 році Михайлов виконав картину «Моління про чашу» на звання професора, в тому ж році був обраний в Академію мистецтв ад'юнкт-професором. У 1862 році виїхав для постійного проживання в Ревель. Помер в 1867 році на мизі Шлосс-Фаль в Естляндській губернії. Після смерті художника його капітал був звернений на користь Академії мистецтв і заснована стипендія імені Г. К. Михайлова (1878).
Творчість представлено в найбільших музейних зібраннях, в тому числі в Державній Третьяковській галереї, Державному Історичному музеї, Державному Російському музеї, Науково-дослідному музеї Російської Академії мистецтв та інших.